# Gaylussit
Gaylussit ist ein eher selten vorkommendes Mineral aus der Mineralklasse der Carbonate (und Nitrate)[*]. Es kristallisiert im monoklinen Kristallsystem mit der chemischen Zusammensetzung Na2Ca[CO3]2 • 5 H2O.
In der Natur kommt Gaylussit meist in Form tafeliger bis prismatischer oder dipyramidaler Kristalle vor, die entweder farblos oder von weißer, grauer und gelblicher Farbe sind.

## Besondere Eigenschaften
Gaylussit schmilzt vor dem Lötrohr, und in Wasser gelöst spaltet sich Na2CO3 ab.

## Etymologie und Geschichte
Erstmals gefunden wurde Gaylussit 1826 bei Lagunillas/Mérida in Venezuela und beschrieben durch Jean-Baptiste Boussingault (1802–1887), der das Mineral nach dem wegen seiner Gasgesetze bekannten französischen Chemiker und Physiker Joseph Louis Gay-Lussac (1778–1850) benannte.

## Klassifikation
In der veralteten 8. Auflage der Mineralsystematik nach Strunz gehörte der Gaylussit zur Mineralklasse der „Carbonate“ und dort zur Abteilung „Wasserhaltige Carbonate ohne fremde Anionen“, wo er gemeinsam mit Chalkonatronit, Pirssonit, Soda, Thermonatrit und Trona in der „Thermonatrit-Soda-Gruppe“ mit der Systemnummer Vb/C.02 steht.
In der zuletzt 2018 überarbeiteten Lapis-Systematik nach Stefan Weiß, die formal auf der alten Systematik von Karl Hugo Strunz in der 8. Auflage basiert, erhielt das Mineral die System- und Mineralnummer V/D.02-060. Dies entspricht der Klasse der „Nitrate, Carbonate und Borate“ und dort der Abteilung „Wasserhaltige Carbonate, ohne fremde Anionen“, wo Gaylussit zusammen mit Baylissit, Chalkonatronit, Pirssonit, Soda, Thermonatrit und Trona eine unbenannte Gruppe mit der Systemnummer V/D.02 bildet.
Die von der International Mineralogical Association (IMA) zuletzt 2009 aktualisierte 9. Auflage der Strunz’schen Mineralsystematik ordnet den Gaylussit in die Klasse der „Carbonate und Nitrate“ und dort in die Abteilung „Carbonate ohne zusätzliche Anionen; mit H2O“ ein. Hier ist das Mineral in der Unterabteilung „Mit großen Kationen (Alkali- und Erdalkali-Carbonate)“ zu finden, wo es als einziges Mitglied eine unbenannte Gruppe mit der Systemnummer 5.CB.35 bildet.
In der vorwiegend im englischen Sprachraum gebräuchlichen Systematik der Minerale nach Dana hat Gaylussit die System- und Mineralnummer 15.02.02.01. Das entspricht der Klasse der „Carbonate, Nitrate und Borate“ und dort der Abteilung „Wasserhaltige Carbonate“. Hier findet er sich innerhalb der Unterabteilung „Wasserhaltige Carbonate mit A+mB2+n(XO3)p • x(H2O), (m+n):p > 1:1“ als einziges Mitglied in einer unbenannten Gruppe mit der Systemnummer 15.02.02.

## Modifikationen und Varietäten
Als Thinolith wird eine Pseudomorphose von Calcit nach Gaylussit bezeichnet.

## Bildung und Fundorte

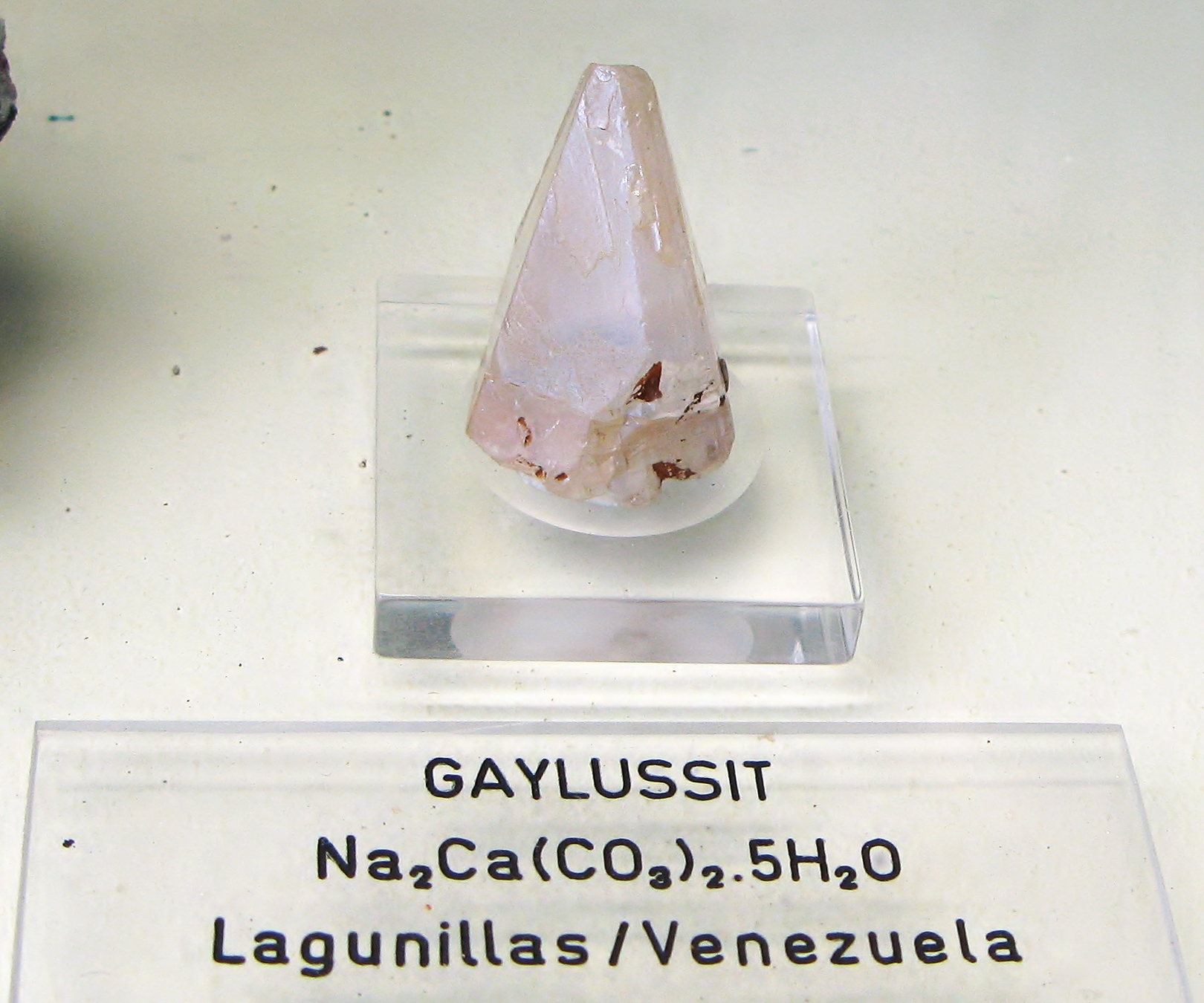
Gaylussit aus der Typlokalität Lagunillas, Venezuela. Ausgestellt im Mineralogischen Museum Bonn

Gaylussit bildet sich durch Sedimentation vorwiegend in Evaporiten, aber auch in Tonschiefersedimenten von Alkaliseen und findet sich dort in Paragenese mit verschiedenen Mineralen wie unter anderem Aegirin, Northupit, Pektolith, Pirssonit, Shortit, Thermonatrit, Trona und Villiaumit.
Bisher konnte Gaylussit an knapp 40 Fundorten nachgewiesen werden (Stand: 2009), so neben seiner Typlokalität Lagunillas in Venezuela unter anderem noch bei Laguna Santa Maria (Salta) in Argentinien; am Tschadsee in Westafrika; am Chabyêr Caka (Zabuye-Salzsee) in Tibet; im „Wadi el Natrun“ in der Sketischen Wüste (Sahara, Afrika); in der italienischen Toskana; am alkalische „Amboseli-See“ im kenianischen Amboseli-Nationalpark; am Chicxulub-Krater in Mexiko; in der mongolischen Wüste Gobi; auf der Halbinsel Kola in Russland; bei Dolný Harmanec (Niederhermanetz) in der Slowakei; im „Salzpfannen Krater“ bei Pretoria in Südafrika; in Salzbergwerk bei Bex in der Schweiz sowie in den US-amerikanischen Regionen Kalifornien, Nevada, Oregon, Washington und Wyoming.

## Kristallstruktur
Gaylussit kristallisiert monoklin in der Raumgruppe C2/c (Raumgruppen-Nr. 15) mit den Gitterparametern a = 14,361 Å; b = 7,781 Å; c = 11,209 Å und β = 127,84° sowie vier Formeleinheiten pro Elementarzelle.